# Groröd
Groröd är en by väster om Göta älv i Västerlanda socken i Lilla Edets kommun. 
År 2015 avgränsade SCB här en småort. Från 2018 räknas den som en del av tätorten Groröd, Svenseröd, Torskog och Källeröd.